# EuroVelo 2
L’EuroVelo 2 (EV 2), également dénommée « Véloroute des capitales », est une véloroute EuroVelo faisant partie d’un programme d’aménagement de voie cyclable à l’échelle européenne.
Longue de 5 000 km, elle relie Galway en Irlande à Moscou en Russie. L’itinéraire traverse ainsi l'Europe d’ouest en est en passant successivement par sept pays : l'Irlande, le Royaume-Uni, les Pays-Bas, l'Allemagne, la Pologne, la Biélorussie et la Russie.

## Itinéraire
Les principales villes traversées sont :
| Pays                                      | Principales villes traversées (intersection avec les autres EuroVelo) |
| ----------------------------------------- | --------------------------------------------------------------------- |
| Irlande                                   | Galway (EV1), Dublin                                                  |
| Royaume-Uni ( Pays de Galles, Angleterre) | Holyhead, Bristol (EV1), Londres (EV5), Harwich (EV12)                |
| Pays-Bas                                  | Hoek van Holland (EV12, EV15), La Haye (EV12), Utrecht (EV15)         |
| Allemagne                                 | Arnhem (EV15), Münster (EV3), Berlin (EV7)                            |
| Pologne                                   | Poznań (EV9), Varsovie (EV11)                                         |
| Biélorussie                               | Minsk                                                                 |
| Russie                                    | Smolensk, Moscou                                                      |

### Irlande
La section irlandaise démarre de Galway. Cependant, en 2020, l'itinéraire n'est pas ouvert sur environ 80 km jusqu'à Athlone, ville du centre du pays.
Ensuite l'itinéraire est balisé et emprunte la « Dublin-Galway Greenway » sur une ancienne ligne de chemin de fer (Old Rail Trail) de Athlone à Mullingar sur environ 40 km. Puis jusqu'à Maynooth, l'EV2 utilise la section finale de la « Royal Canal Way ». Il reste une portion à développer entre Maynooth et Blanchardstown (gare de Castleknock) en banlieue de Dublin. Les derniers kilomètres sont aménagés le long du Royal Canal jusqu'au port de Dublin.

### Royaume-Uni
Holyhead est le point de départ de l'étape britannique, et fait tronc commun avec la National Cycle Route 8 (NCR 8) jusqu'à Glasbury, via Bangor, Porthmadog, Barmouth, Machynlleth et Builth Wells. Elle permet de découvrir les parcs nationaux de Snowdonia et de Brecon Beacons.
La NCR 8 bifurque vers Brecon, alors que l'EV2 continue vers Abergavenny, Usk, Chepstow avant d'atteindre Bristol. La véloroute poursuit à Bath, ou elle longe le Canal Kennet et Avon jusqu'à Reading via Devizes, Hungerford et Thatcham. A Reading, l'itinéraire emprunte la Thames Path par Ashford, Walton-on-Thames, Kingston upon Thames et entre dans Londres par Fulham, en longeant la Tamise jusqu'au quartier de Greenwich.
De ce dernier endroit, la véloroute remonte au nord par Tower Hamlets (Mile End Park), le Victoria Park, et le long de la rivière Lea via Stamford Hill, Tottenham jusqu'à Hoddesdon. Puis l'EV2 bifurque à l'est vers Chelmsford, Colchester pour rejoindre le port de ferry de Harwich.

L'ensemble de la véloroute est ouverte en 2020.

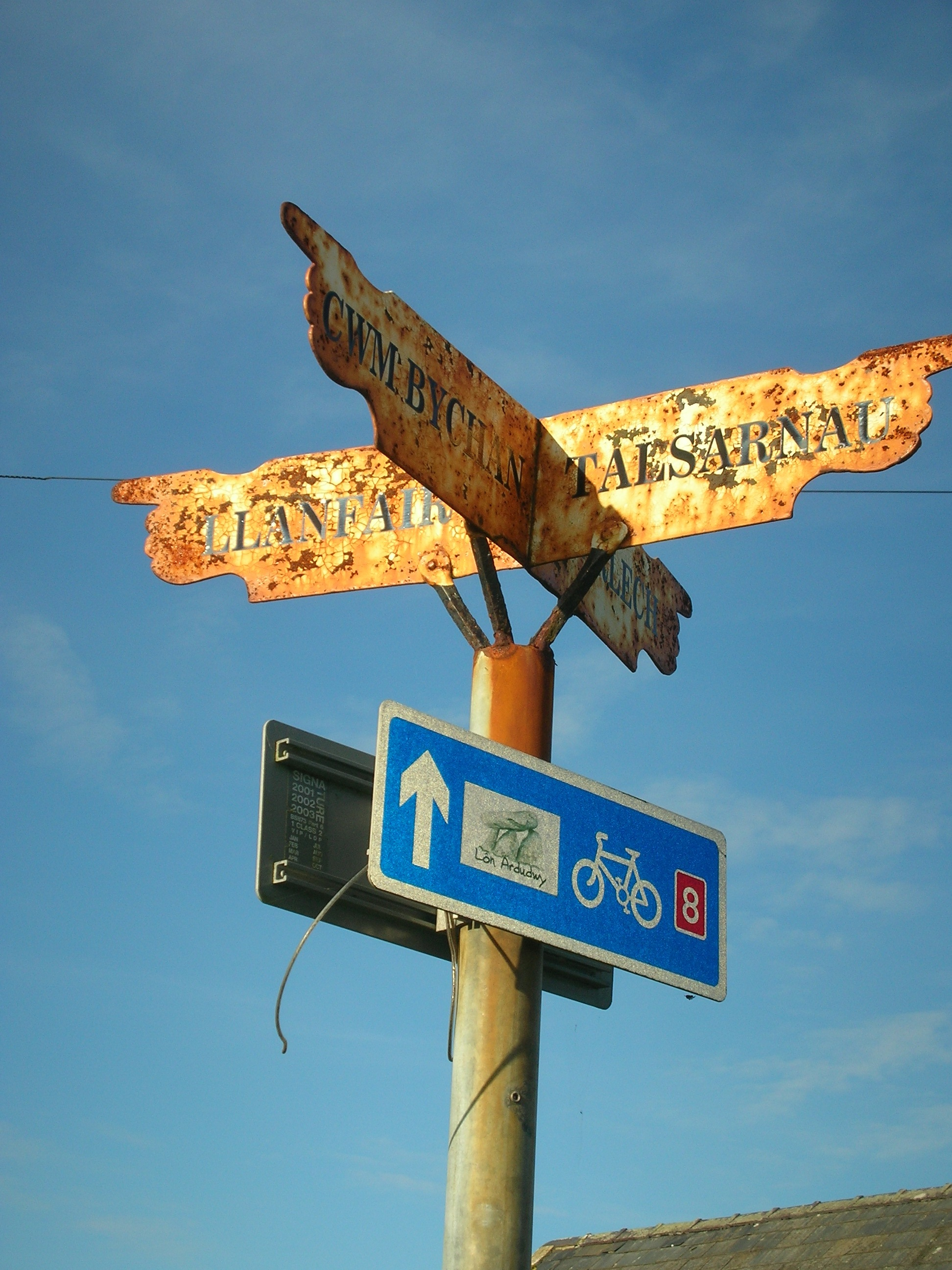
Balisage près de Harlech, en Galles du Nord.
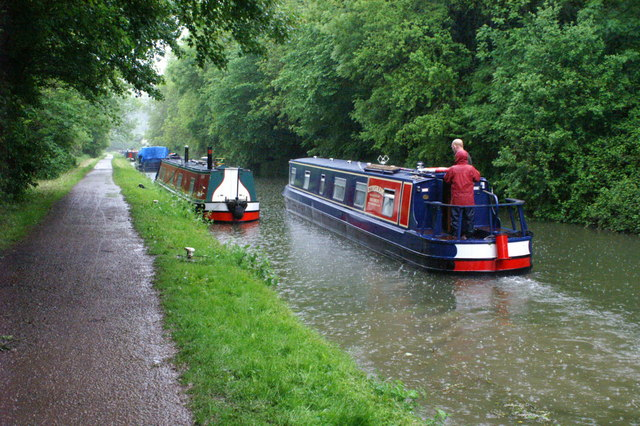
Canal Kennet et Avon

### Pays-Bas
L'origine de l'itinéraire est à Hoek van Holland, en commun avec l'EV12 et l'EV19. Depuis La Haye, l'EuroVelo 2 emprunte le réseau national des « LF-Routes » n°4 via Utrecht, Arnhem, jusqu'à Borculo et n°8 jusqu'à la frontière allemande.
L'ensemble de la véloroute est ouverte en 2020.

### Allemagne
L'itinéraire allemand emprunte majoritairement la D-Route 3 de réseau cyclable national « Radnetz Deutschland » sur 960 km, depuis Vreden via Stadtlohn, Münster, Warendorf, Goslar, Dessau-Rosslau, Potsdam et Berlin.
À Berlin, l'EV2 passe par le quartier de Chalottenburg, la porte de Brandebourg, Mitte et Friedrichshain. La fin de la section allemande rejoint la frontière polonaise à Küstriner Vorland.

L'ensemble de la véloroute est ouverte en 2020.

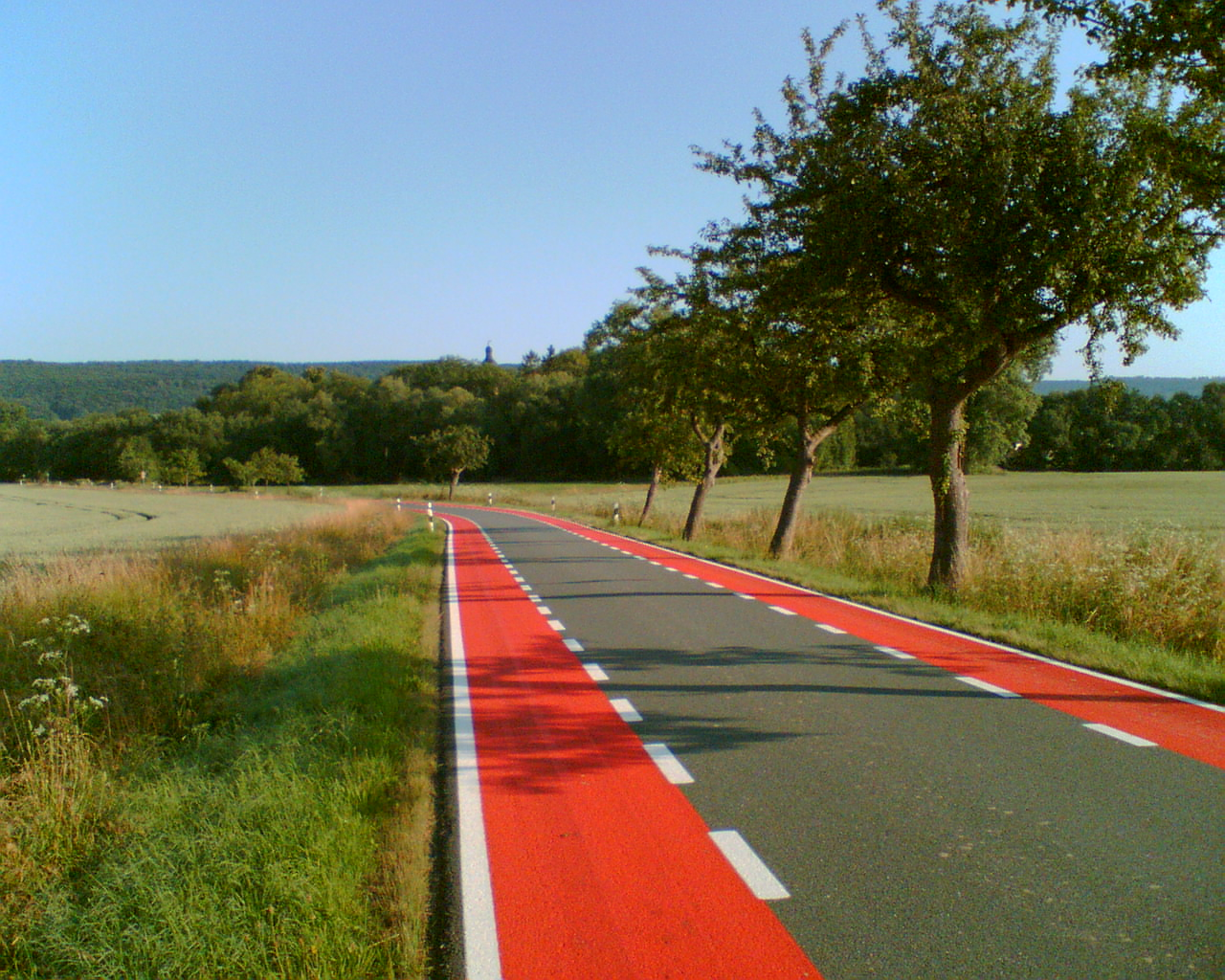
L'EV2 en Basse-Saxe
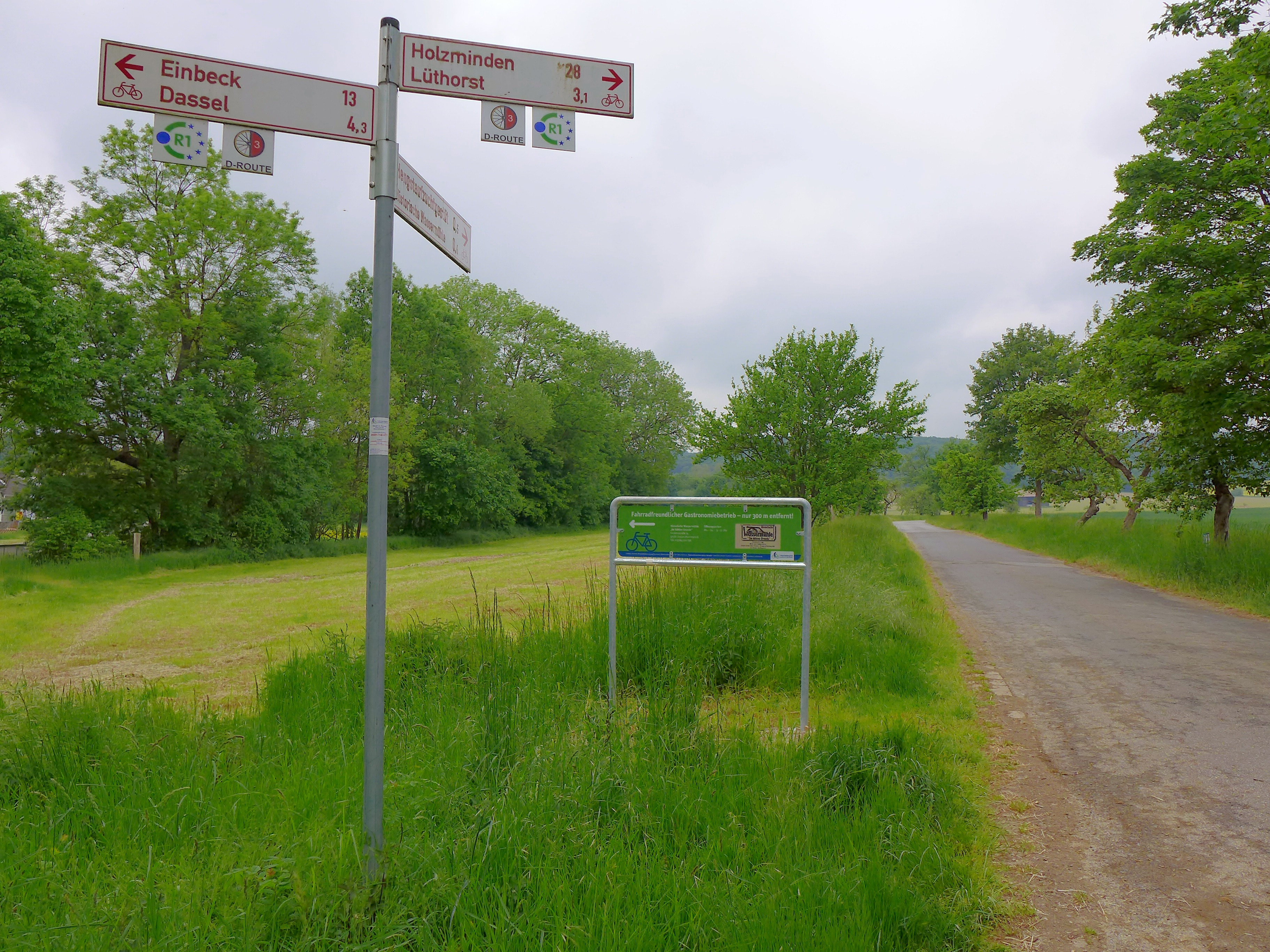
l'EV2 à Hunnesrück en Basse-Saxe

### Pologne
En 2020, la portion polonaise est aménagée de la frontière de Kostrzyn nad Odrą à Trzemeszno via Poznań, puis seulement deux sections discontinues (autour de Płock) jusqu'à Varsovie. L'EV2 reste en développement jusqu'à la frontière biélorusse, dans le parc national de Bialowieza.

### Biélorussie
L'itinéraire traverse la forêt primaire de Białowieża pour continuer jusqu'à Minsk.
L'ensemble de la véloroute est ouverte en 2020.

### Russie
En Russie, l'itinéraire n'est pas aménagé et devrait passer par Smolensk avant de rejoindre Moscou.